# Истамбул (Нижегородская область)
Истамбул — упразднённая деревня в Вознесенском районе Нижегородской области России. На момент упразднения входила в состав Благодатовского сельсовета Выксинского района. В 1963 году включена в состав села Благодатовка и исключена из учётных данных.

## Географическое положение
Деревня Истамбул находиласься в 17 км от райцентра — рабочий посёлок Вознесенское.

## История
По данным на 1937 год выселок Истамбул входил в состав Благодатовского сельсовета Вознесенского района Горьковской области.